# Дюк Джордан
Дюк Джо́рдан (англ. Duke Jordan), справжнє ім'я І́рвінг Сі́дні Джо́рдан (англ. Irving Sidney Jordan; 1 квітня 1922, Нью-Йорк — 8 серпня 2006, Копенгаген, Данія) — американський джазовий піаніст і композитор.

## Біографія
Народився 1 квітня 1922 року в Нью-Йорку. Брав приватні уроки класичною музики (1930—38); грав у шкільному гурті в Брукліні. Після закінчення школи приєднався до комбо Стіва Пулліама, яке здобуло нагороду на Всесвітній виставці у Нью-Йорку (1939). У 1941 році грав у секстеті Кларка Монро, який пізніше працював під керівництвом Коулмена Гокінса у клубі Kelly's Stable.
Грав у гурті Ела Купера Savoy Sultans, у біг-бенді Роя Елриджа у клубі Spotlite на 52-й вулиці (1946). Коли працював у тріо Тедді Волтерса в Three Deuces, його помітив Чарлі Паркер. З 1947 року грав з Чарлі Паркером близько трьох років; став невід'ємною частиною сцени бібопу. Грав з Сонні Стіттом і Джином Еммонсом (1950—51), Стеном Гетцом (1952—53); 4 місяці з Елриджем; потім з Оскаром Петтіфордом та іншими гуртами в Нью-Йорку та його околицях, а також з власним тріо.
Упродовж 1950-х часто грав з Сесілом Пейном; записувався з Рольфом Еріксоном у Швеції у 1956 році. У 1959 році поїхав до Парижу, де став співавтором саундтреків, зокрема «No Problem», для кінофільму «Небезпечні зв'язки» режисера Роже Вадима. У 1960-х грав у клубі Open End в Нью-Йорку. Після перерви повернувся до музики на початку 1970-х, багато грав дуетом у клубах Bradley's, Churchill's та ін. Гастролював в Скандинавії, Нідерландах (1973—74 і 1977—78); оселився у Данії у 1978 році.
Записувався упродовж своєї кар'єри на лейблах Prestige, Savoy, Blue Note, Charlie Parker Records, Muse, Spotlite і Steeplechase. Автор композицій «Jordu» (джазовий стандарт), «Flight to Jordan», «Two Loves» і ««Subway Inn»». У 1952—62 роках був одружений з джазовою співачкою Шейлою Джордан.
Помер 8 серпня 2006 року в Копенгагені (Данія) у віці 84 років.

## Дискографія
- Jordu (Prestige, 1949)
- Do It Yourself Jazz Vol. 1 (Signal, 1955)
- Duke Jordan Trio and Quintet (Signal, 1955)
- Flight to Jordan (Blue Note, 1960)